# Halilbek Musajasuł
Halilbek Musajasuł (Musajew), ros. Халилбек Мусаясул (Мусаев) (ur. w 1897 r. w aule Czoch w dagestańskim obwodzie, zm. 1949 r. w USA) – emigracyjny malarz i pisarz północnokaukaski, członek Północnokaukaskiego Komitetu Narodowego podczas II wojny światowej
Był Awarem z pochodzenia. Od 1912 r. uczył się w szkole sztuk pięknych w Tyflisie. W 1913 r. wyjechał do Monachium, gdzie rozpoczął naukę w królewskiej akademii malarstwa. Po wybuchu I wojny światowej powrócił do Dagestanu. Od 1920 r. kierował oddziałem sztuki ludowego komisariatu oświecenia publicznego Dagestanu. W 1921 r. przyjechał z powrotem do Monachium, gdzie ukończył naukę malarstwa. Władze sowieckie zaproponowały H. Musajasułowi dalszą naukę i pracę, ale on wolał pozostać w Niemczech. W listopadzie 1930 r. został przyjęty w skład monachijskiego towarzystwa artystycznego. Wystawy jego prac malarskich były organizowane w różnych miastach Europy i poza nią. W 1936 r. opublikował powieść autobiograficzną pt. "Страна последних рыцарей". Jego twórczość artystyczna zdobyła sobie duże uznanie wśród nazistowskich przywódców III Rzeszy jako przykład "czysto aryjskiej sztuki". Pod koniec lat 30. uzyskał irańskie obywatelstwo. Podczas II wojny światowej działał w Czerwonym Półksiężycu. Pomagał jeńcom wojennym z Armii Czerwonej pochodzącym z Kaukazu. W 1943 r. wszedł w skład Północnokaukaskiego Komitetu Narodowego w Berlinie. Po zakończeniu wojny wyjechał w 1946 r. do USA. Obrazy H. Musajasuła są przechowywane w Metropolitan Museum w Nowym Jorku. Część jego prac w latach 90. trafiła do Dagestanu, gdzie zostało utworzone muzeum H. Musajasuła.